# Regioni degli Stati Uniti d'America
Le regioni degli Stati Uniti d'America sono l'articolazione della macro-suddivisione geografica degli Stati Uniti d'America che legano aspetti geografici ad aspetti storico-culturali.
Queste suddivisioni hanno valore solo a fine statistico e comunque sono arbitrarie e dunque possono variare a seconda della fonte. 
Di seguito si espone la suddivisione in regioni proposta dall'istituto ufficiale di statistica americano, lo United States Census Bureau.

## Generalità
- Stati Uniti continentali
  - Stati Uniti d'America nord-orientali
  - Stati Uniti d'America orientali
  - Stati Uniti d'America occidentali
  - Stati Uniti d'America medio-occidentali (o Midwest)
  - Stati Uniti meridionali
- Aree insulari degli Stati Uniti d'America

Regioni secondo lo United States Census Bureau

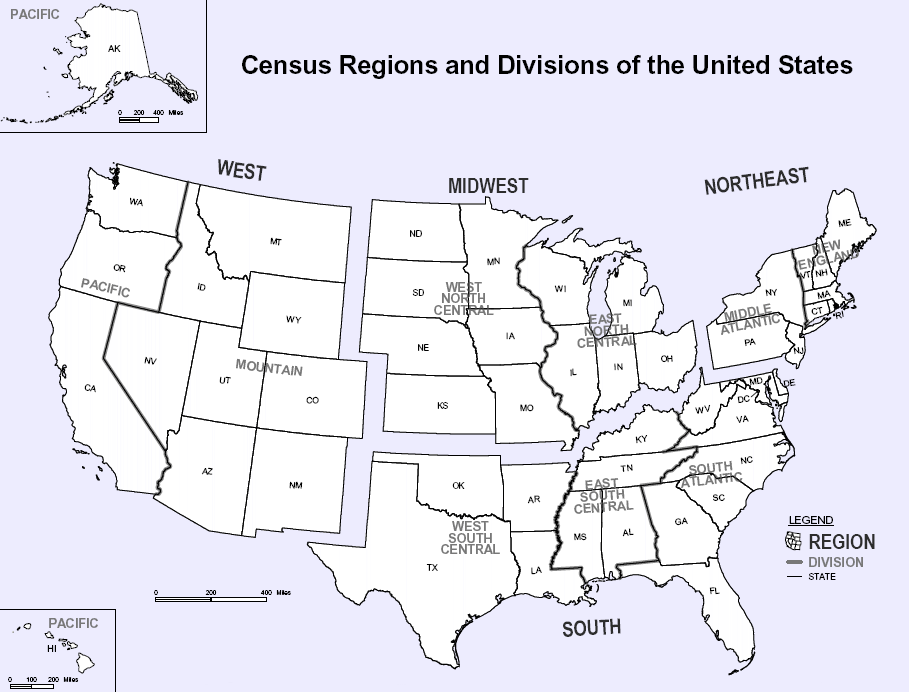
Le regioni dell'U.S. Census Bureau

Divisioni regionali utilizzate dallo United States Census Bureau
- Nordest
  - New England
    - Maine
    - New Hampshire
    - Vermont
    - Massachusetts
    - Rhode Island
    - Connecticut

  - Medio-Atlantico
    - New York
    - Pennsylvania
    - New Jersey
- Midwest
  - Est North Central
    - Wisconsin
    - Michigan
    - Illinois
    - Indiana
    - Ohio

  - West North Central
    - Dakota del Nord
    - Dakota del Sud
    - Nebraska
    - Kansas
    - Minnesota
    - Iowa
    - Missouri
- Sud
  - South Atlantic
    - Delaware
    - Maryland
    - Distretto di Columbia
    - Virginia
    - Virginia Occidentale
    - Carolina del Nord
    - Carolina del Sud
    - Georgia
    - Florida

  - East South Central
    - Kentucky
    - Tennessee
    - Mississippi
    - Alabama

  - West South Central
    - Oklahoma
    - Texas
    - Arkansas
    - Louisiana
- West
  - Montagne rocciose
    - Idaho
    - Montana
    - Wyoming
    - Nevada
    - Utah
    - Colorado
    - Arizona
    - Nuovo Messico

  - Pacifico
    - Alaska
    - Washington
    - Oregon
    - California
    - Hawaii

## Regioni non ufficiali
- Stati Uniti sud-occidentali

## Regioni intrastatali
Oltre alle regioni sovrastatali (interstate regions), esiste un gran numero di regioni, individuate all'interno di ciascuno Stato (intrastate regions). Di seguito se ne dà un elenco.
 Alabama 
- Greater Birmingham
- Black Belt (Alabama)
- Alabama centrale
- Lower Alabama
- Mobile Bay
- Alabama settentrionale
- Alabama nordorientale
- Alabama meridionale

 Alaska 
- Alaska artico
- Bush dell'Alaska
- Interno dell'Alaska
- North Slope dell'Alaska
- Isole Aleutine
- Penisola di Kenai
- Penisola di Seward
- Alaska centro-meridionale
- Alaska sud-orientale, detta anche Panhandle dell'Alaska
- Alaska sud-occidentale
- Valle Tanana

 Arizona 
- Arizona Strip
- Grand Canyon
- Arizona centro-settentrionale
- Arizona nordorientale
- Arizona settentrionale
- Area metropolitana di Phoenix
- Arizona meridionale

 Arkansas 
- Ark-La-Tex
- Altopiano d'Ozark
- Monti Ouachita
- Pianura alluvionale del Mississippi
- Arkansas occidentale
- West Gulf Coastal Plain
- Crowley's Ridge
- Valle del fiume Arkansas
- Area metropolitana di Little Rock

 California 
- North Coast
- Sierra Nevada
- Valle di Owens
- Central Valley
  - Valle del Sacramento
    - Yuba-Sutter Area
      - Sutter Buttes

  - Valle di San Joaquin
- Central Coast
  - Big Sur
  - Valle di Salinas
- California settentrionale
  - San Francisco Bay Area
    - Silicon Valley
    - Penisola di san Francisco
    - Valle di Santa Clara
    - North Bay
    - East Bay

  - Tri-Valley Area
  - Redwood Empire
  - Gold Country
  - Wine Country
    - Napa Valley
    - Russian River Valley
    - Sonoma Valley

  - Shasta Cascade
  - Yosemite
- SanSan
- California meridionale
  - Tech Coast
  - Greater Los Angeles Area
    - Beach Cities
    - Conejo Valley
    - Crescenta Valley
    - East Los Angeles
    - Gateway Cities
    - Harbor Area
    - Penisola di Palos Verdes
    - Valle di Santa Clarita
    - Valle di San Gabriel
    - Valle di San Fernando
    - South Bay
    - South Los Angeles
    - West Los Angeles

  - Inland Empire
    - Cucamonga Valley
    - Pomona Valley
    - Victor Valley

  - Imperial Valley
    - Valle di Coachella

  - Deserto del Mojave
    -       - Antelope Valley

  - Mountains
  - Contea di Orange
  - Contea di San Diego
    - Contea di San Diego Nord
- Channel Islands

 Carolina del Nord 
- Mountains
  - Land of the Sky
    - Great Smoky Mountains
    - Monti Blue Ridge

  - Foothills
- Piedmont
  - Piedmont Crescent
  - Metrolina (Metro Charlotte)
  - Piedmont Triad
  - Research Triangle (The Triangle)
- Coast
  - Crystal Coast
  - Inner Banks
  - Sandhills
  - Outer Banks

 Carolina del Sud 
- Central Savannah River Area (CSRA)
- Grand Strand
- Historic Charleston
- Greater Charleston
- Lake Murray Country
- The Lowcountry
- Metrolina
- Midlands
- Old 96 District
- Olde English District
- Pee Dee
- Santee Cooper Country
- South Carolina Coast
- Thoroughbred Country
- The UpCountry

 Colorado 
- Colorado centrale
- Pianure Orientali
- Colorado Mineral Belt
- The Front Range
- Denver-Aurora metropolitan area
- The High Rockies
- San Luis Valley
- Western Slope
- Colorado settentrionale
- Colorado centro-meridionale
- Colorado sudoccidentale

 Connecticut 
- Coastal Connecticut
- Connecticut Panhandle
- Inland Connecticut
- Area metropolitana di New York/Gold Coast
- Litchfield Hills
- Naugatuck River Valley
- Greater New Haven
- Greater Hartford
- Lower Connecticut River Valley
- Quiet Corner
- Connecticut sudorientale
- Connecticut sudoccidentale

 Dakota del Nord 
- Badlands
- Missouri Escarpment
- Missouri River Corridor
- Red River Valley

 Dakota del Sud 
- The Badlands
- Black Hills
- Coteau des Prairies

 Delaware 
- Delaware Coast
- Delaware Valley
- Cape Region

 Florida 
- Big Bend
- Florida centrale
  - Orlando Area
- First Coast
- Florida Keys
- Florida Panhandle
  - Emerald Coast
- Gold Coast
- Nature Coast
- Florida centro-settentrionale
- South Florida
- Florida sudoccidentale
- Space Coast
- Sun Coast
- Tampa Bay Area
- Treasure Coast

 Georgia 
- Central Savannah River Area
- Colonial Coast
- Georgia Mountains Region
- The Golden Isles of Georgia
- Historic South
- Inland Empire
- Area metropolitana di Atlanta
- Southern Rivers

 Hawaii 
- Hawai‘i / Big Island
  - Puna District
- Kaho‘olawe
- Kaua‘i
- Lāna‘i
- Maui
- Moloka‘i
- Ni‘ihau
- Isole Hawaii nordoccidentali
- O‘ahu

 Idaho 
- Idaho Panhandle
- Magic Valley
- Idaho meridionale
- Idaho centrale
- Idaho settentrionale
- Idaho orientale
- Magic Valley

 Illinois 
- Area metropolitana di Chicago
- Champaign-Urbana Metropolitan Area
- Illinois centrale
- Little Egypt
- Fox Valley
- Metro-East
- American Bottom
- The Tract
- Illinois nord-occidentale
- Illinois meridionale
- Illinois occidentale

 Indiana 
- Indiana centro-orientale
- Michiana
- Nine-County Region
- Indiana settentrionale
- Indiana nord-occidentale
- Indiana meridionale
- Wabash Valley

 Iowa 
- Iowa Great Lakes
- Loess Hills
- Quad Cities
- Iowa centro-orientale
- Iowa orientale
- Great River Road
- Iowa occidentale

 Kansas 
- Cherokee Strip
- Kansas centro-orientale
- Santa Fe Trail
- Kansas sud-orientale

 Kentucky 
- The Bluegrass
- Kentucky centrale
- Altopiano del Cumberland
- Eastern Mountain Coal Fields
- Kentucky settentrionale
- Pennyroyal Plateau
- The Purchase
- Western Coal Fields

 Louisiana 
- Acadiana
  - Cajun Heartland
  - River Parishes
- Central Louisiana (Cen-La)
- Florida Parishes
- Greater New Orleans
- Louisiana settentrionale
  - Ark-La-Tex
  - Ark-La-Miss

 Maine 
- Acadia
- Down East
- Maine Highlands
- Maine North Woods
- Maine Southern Coast
- Mid Coast
- Penobscot Bay

Mappa delle regioni della Louisiana

- Western Maine Mountains / Maine Lake Country

 Maryland 
- Baltimore-Washington Metropolitan Area
- Chesapeake Bay
- Maryland Eastern Shore
- Maryland settentrionale
- Maryland occidentale
- Capital Region

 Massachusetts 
- The Berkshires
- Capo Ann
- Capo Cod
- Massachusetts centrale
- Greater Boston
- The Islands (comprende Martha's Vineyard e Nantucket)
- Merrimack Valley
- MetroWest
- North Shore
- Pioneer Valley
- South Coast
- South Shore
- Massachusetts occidentale

 Michigan 
- Penisola inferiore
  - Area metropolitana di Detroit
  - Michigan settentrionale
  - Michigan centrale
  - Michigan meridionale
  - Michigan occidentale
  - The Thumb
- Penisola superiore
  - Copper Country
  - Penisola di Keweenaw

 Minnesota 
- Arrowhead Region
- Boundary Waters
- Buffalo Ridge
- Minnesota centrale
- Coulee Region
- Iron Range
- Minnesota River Valley
- North Shore
- Northwest Angle
- Outstate
- Pipestone Region
- Red River Valley
- Minnesota sudorientale
- Twin Cities Metro

 Mississippi 
- Golden Triangle
- Costa del Golfo
- Natchez District
- Delta del Mississippi
- Pine Belt

 Missouri 
- Little Dixie
- Missouri Bootheel
- Natchez Trace
- Northern Plains
- Altopiano d'Ozark

 Montana 
- Bighorn Country
- Montana orientale
- The Flathead
- Parco nazionale dei ghiacciai
- Montana centro-meridionale
- Montana sud-occidentale
- Montana occidentale

 Nebraska 
- Nebraska Panhandle
- Nebraska nordoccidentale
- Pine Ridge
- Rainwater Basin
- Sandhills
- Nebraska sudorientale
- Wildcat Hills

 Nevada 
- Lake Tahoe
- Las Vegas Valley

 New Hampshire 
- Merrimack Valley (Golden Triangle)
  - Souhegan Valley
- Seacoast Region
- Monadnock Region
  - Connecticut River Valley
- Dartmouth-Lake Sunapee
- Lakes Region
- White Mountains
  - Presidential Range
  - Pemigewasset Valley
  - Valle del fiume Saco
- Great North Woods
- New Hampshire occidentale
- New Hampshire centrale

 New Jersey 
- North Jersey
  - Skylands
    - Valley and Ridge
    - Highlands

  - Gateway
    - Gold Coast
    - Meadowlands
    - Pascack Valley

  - Delaware Valley
- South Jersey
  - Pine Barrens
  - Delaware Valley
- Jersey Shore
  - Bayshore

 New York 
- Downstate New York
  - Area metropolitana di New York
    - The Five Boroughs (New York)

  - Long Island
    - The Hamptons
    - North Shore (Gold Coast)
    - South Shore
- Upstate New York
  - Western New York
    - The Holland Purchase
    - Burned-over district

  - Finger Lakes
  - Leatherstocking Country
  - Central New York
    - Central New York Military Tract
    - Phelps and Gorham Purchase

  - Mohawk Valley
  - Southern Tier
  - Capital District
  - North Country
    - Monti Adirondack

  - Catskill Mountains
    - Borscht Belt

  - Hudson Valley
    - Shawangunk Ridge

 Nuovo Messico 
- New Mexico Bootheel
- Nuovo Messico centrale
- Nuovo Messico orientale
- Nuovo Messico settentrionale

 Ohio 
- Connecticut Western Reserve
- Great Black Swamp
- The Lake Erie Islands
- Valle di Miami
- Ohio nordorientale
- Ohio nordoccidentale
- Extreme Northwest Ohio
- Greater Cincinnati

 Oklahoma 
- Arklatex
- Oklahoma centrale
- Cherokee Outlet
- Green Country
- Little Dixie
- Oklahoma nord-orientale
- Oklahoma sud-orientale
- Oklahoma sud-occidentale
- Panhandle

 Oregon 
- Gola del Columbia
- Oregon orientale
- Harney Basin
- Mount Hood Corridor
- Oregon Coast
- Rogue Valley
- Tualatin Valley
- Oregon occidentale
- Willamette Valley

 Pennsylvania 
- Foresta nazionale Allegheny
- Coal Region
- Valle del Cumberland
- Delaware Valley
- Dutch Country
- Endless Mountains
- Happy Valley
- Pennsylvania Highlands
- Laurel Highlands
- Lehigh Valley
- Northern Tier
- Pennsylvania nord-orientale
- Northwest Region
- Pittsburgh Metro Area
- The Poconos
- Susquehanna Valley
- Wyoming Valley
- Pennsylvania occidentale

 Rhode Island 
- Block Island
- Blackstone River Valley
- East Bay
- West Bay
- Contea di Washington

 Tennessee 
Grandi Divisioni
- Tennessee orientale
- Tennessee centrale
- Tennessee occidentale

Divisioni geografiche
- Highland Rim
- Nashville Basin
- Valle del Tennessee

 Texas 
- Ark-La-Tex
- Big Bend
- Valle del Brazos
- Texas centrale
- Texas orientale
- Edwards Plateau
- Baia di Galveston
- The Hill Country
- Texas settentrionale
  - Dallas/Fort Worth Metroplex
- Texas nord-orientale
- Bacino Permiano
- Piney Woods
- Valle del Rio Grande
- South Plains
- Texas meridionale
- Texas sud-orientale
  - Golden Triangle
  - Greater Houston
- Texas Panhandle
- Texas occidentale
  - Coastal Plains

 Utah 
- Cache Valley
- Canyonlands desert
- Altopiano del Colorado
- Dixie
- Deserto del Gran Lago Salato
- Deserto del Mojave
- Utah sud-orientale
- Utah sud-occidentale
- Monti Uinta
- Wasatch Front
- Wasatch Back
- Wasatch Range

 Vermont 
- Northeast Kingdom
- Vermont settentrionale
- Vermont meridionale
- Upper Valley

 Virginia 
- Appomattox Basin
- Eastern Shore
- Hampton Roads
- Historic Triangle
- Middle Peninsula
- Northern Neck
- Virginia settentrionale (A volte NoVA)
- Richmond-Petersburg (aka Virginia centrale)
- Valle dello Shenandoah
- South Hampton Roads
- Southside Virginia
- Virginia sud-occidentale
- Tidewater
- Virginia Peninsula

 Virginia Occidentale 
- Area metropolitana di Charleston
- Eastern Panhandle
  - Potomac Highlands
- North-Central West Virginia
- Northern Panhandle
- Southern West Virginia

 Washington 
- Washington centrale
- Altopiano del Columbia
- Washington orientale
- Kitsap Peninsula
- Long Beach Peninsula
- Contea di Okanogan
- Penisola Olimpica
- Stretto di Puget
- San Juan Islands
- Skagit Valley
- Tri-Cities
- Contea di Walla Walla
- Washington occidentale
- Yakima Valley

 Wisconsin 
- Central Plain
- Door Peninsula
- Eastern Ridges and Lowlands
- Lake Superior Lowland
- Northern Highland
- Western Upland
- Winnesota

 Wyoming 
- Grand Teton
- Powder River Country
- Yellowstone